# Первомайский (Вагайский район)
Первомайский — посёлок в Вагайском районе Тюменской области, административный центр сельского поселения Первомайское.

## География
Село находится на берегу рек Первомайка и Вагай.  Автобусное сообщение. 

## Инфраструктура
- Дом культуры
- Школа
- Библиотека

## Население
| 2010 |
| ---- |
| 437  |